# Раул Рамирес
Раул Рамирес (на испански: Raúl Ramírez) е мексикански тенисист.

## Биография
Раул Рамирес е роден на 20 юни 1953 г. в Енсенада, Долна Калифорния, Мексико.
През 1981 г. той се жени за родената във Венецуела Мис Вселена, Марица Саялеро. Двойката живее в Енсенада и има три деца: Ребека (р. 1982 г.), Раул (р. 1984 г.) и Даниел Франциско (р. 1989 г.).

## Кариера
Раул Рамирес е първият тенисист завършил първи, както в класирането по точки на сингъл, така и на двойки, постига това през 1976 г. Той играе тенис в Университета на Южна Калифорния в Лос Анджелис.
Рамирес достига до световен номер 4 на сингъл, на 7 ноември 1976 г. Той е един от водещите тенисисти на двойки за всички времена, прекара 62 седмици като световен номер 1 на двойки, от 12 април 1976 г.